# Автошлях Р 67
Автошля́х Р 67 — автомобільний шлях регіонального значення на території України. Проходить територією Чернігівської та Полтавської областей через Чернігів — Ніжин — Прилуки — Пирятин.

## Загальна довжина
Чернігів — Ніжин — Прилуки — Пирятин — 184,2 км.
Під'їзд до м. Ніжина — 7,8 км.
Разом — 192,0 км.

## Маршрут
Автошлях проходить через такі населені пункти:
| Автошлях Р 67        |                             |
| Чернігівська область |                             |
| Чернігівський район  |                             |
| Чернігів             | E95М01Н27Н28Р56Т 2501Т 2506 |
| Количівка            | Т 2501                      |
| Куликівський район   |                             |
| Українське           |                             |
| Куликівка            |                             |
| Жуківка              |                             |
| Вересоч              |                             |
| Дрімайлівка          |                             |
| Ніжинський район     |                             |
| Вертіївка            | E101М02                     |
| Радгоспне            |                             |
| Ніжин                | Т 2501Т 2514Т 2526          |
| Хвилівка             |                             |
| Талалаївка           | Р68                         |
| Велика Дорога        |                             |
|                      | Т 2527                      |
| Прилуцький район     |                             |
| Обичів               |                             |
| Товкачівка           | Н07                         |
| Заїзд                |                             |
| Прилуки              | Т 1907Т 2524Т 2530          |
| Тополя               |                             |
| Стасівщина           |                             |
| Линовиця             |                             |
| Мохнівка             | Т 2538                      |
| Полтавська область   |                             |
| Пирятинський район   |                             |
| Нові Мартиновичі     |                             |
| Калинів Міст         |                             |
| Верхоярівка          |                             |
| Пирятин              | М03Р50Т 2501                |

Автошлях Р-67, вересень 2016, Пирятинський район
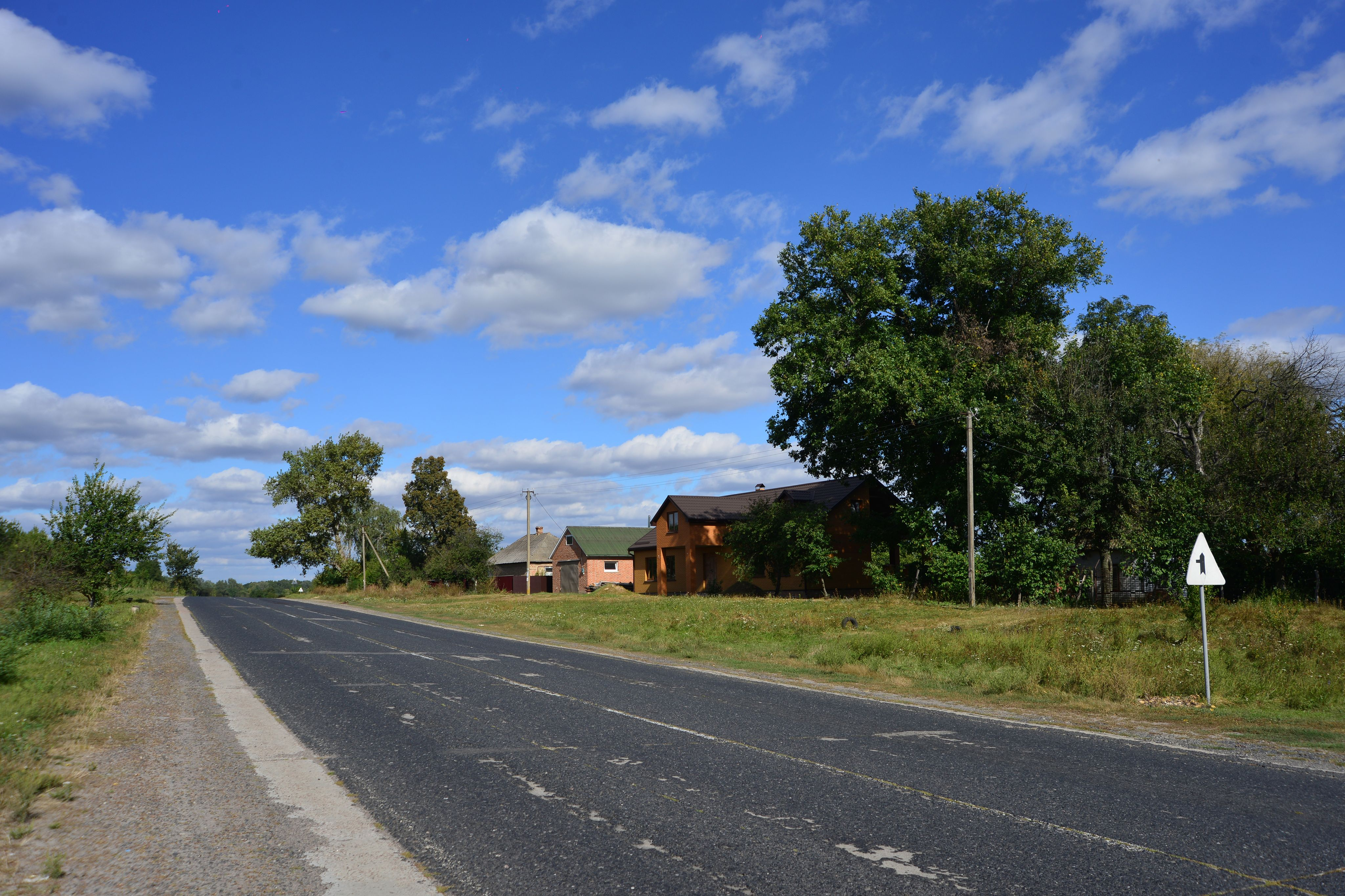
Шосе в с. Калинів Міст
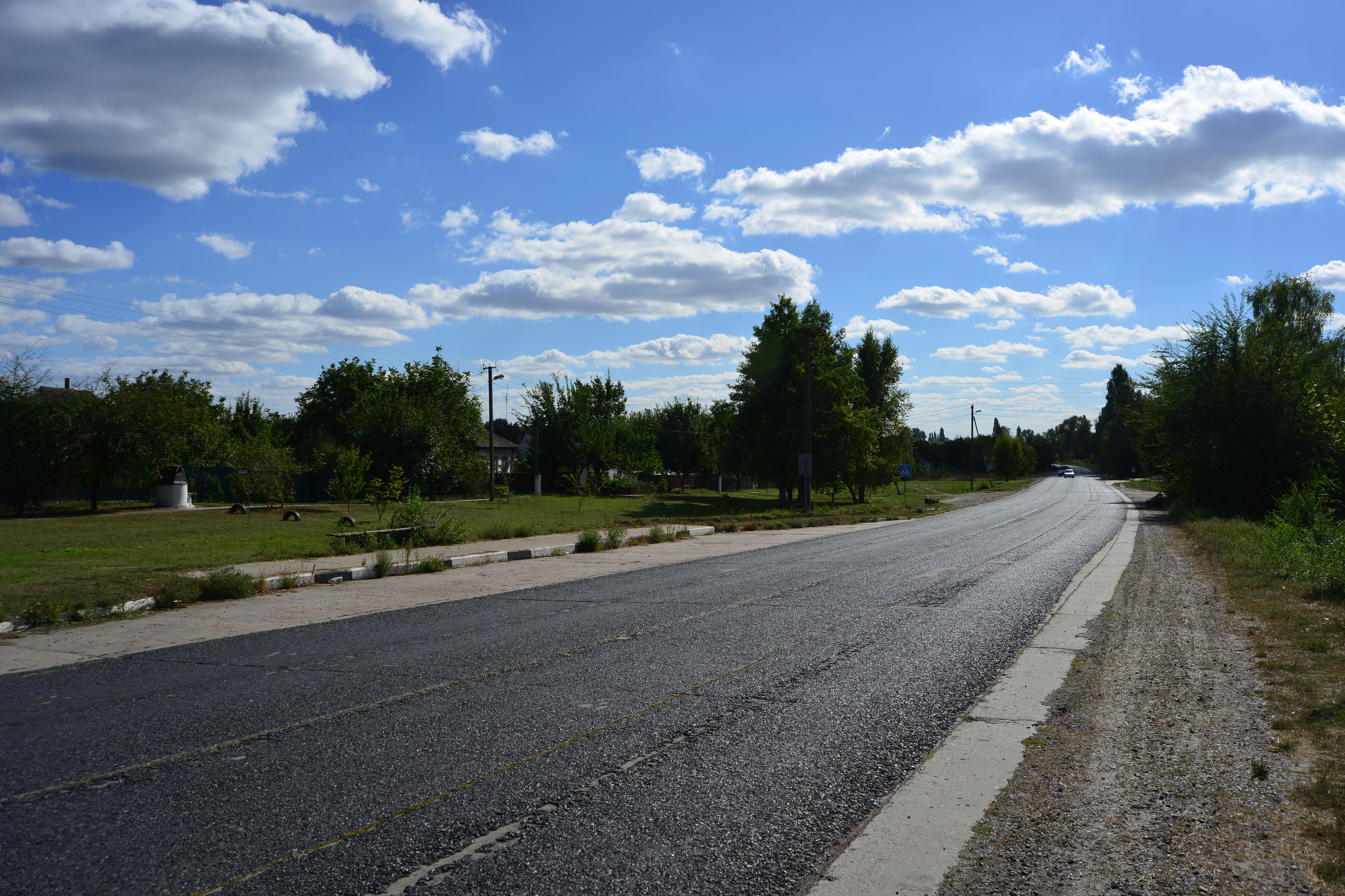
Шосе в с. Калинів Міст
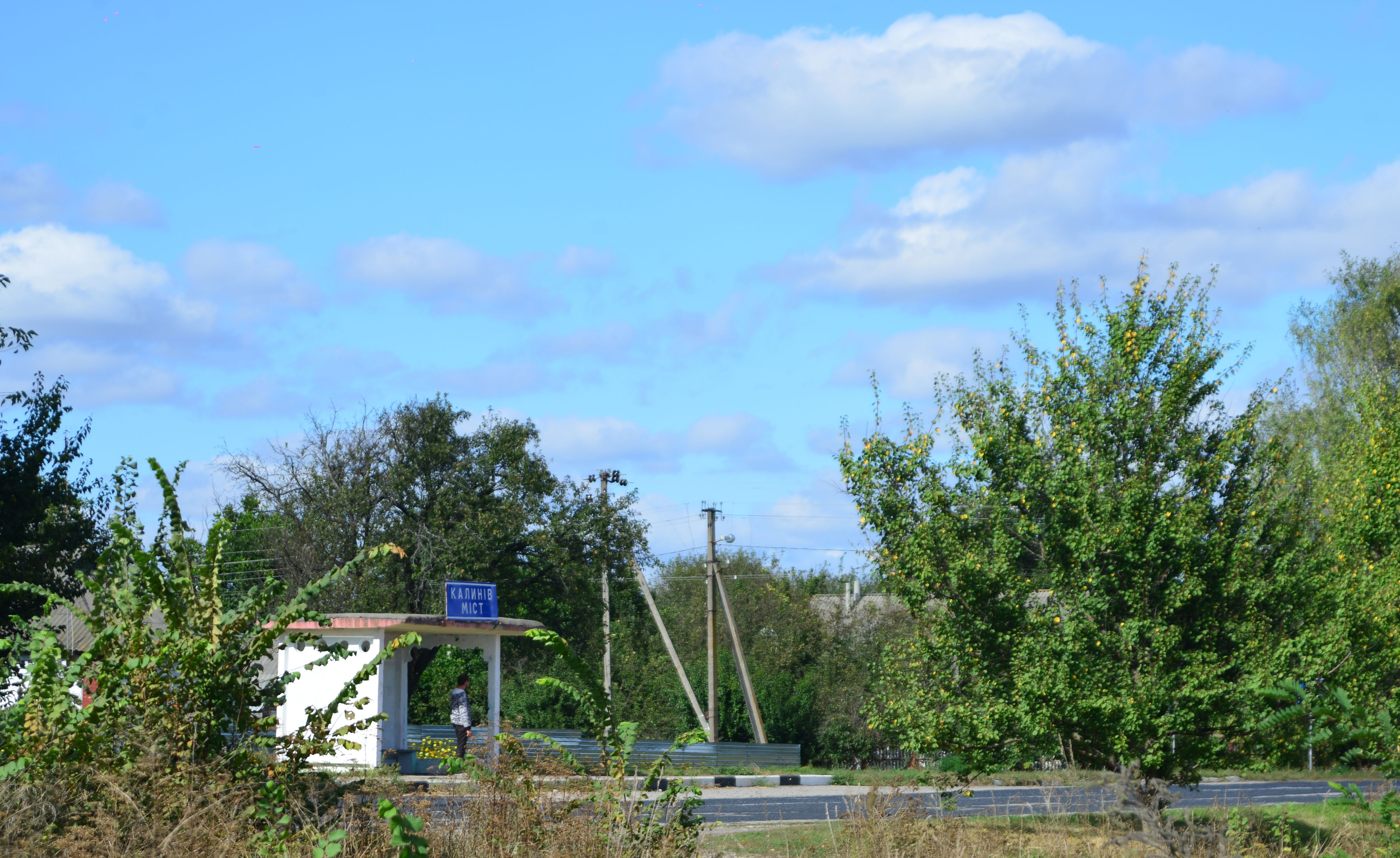
Шосе в с. Калинів Міст
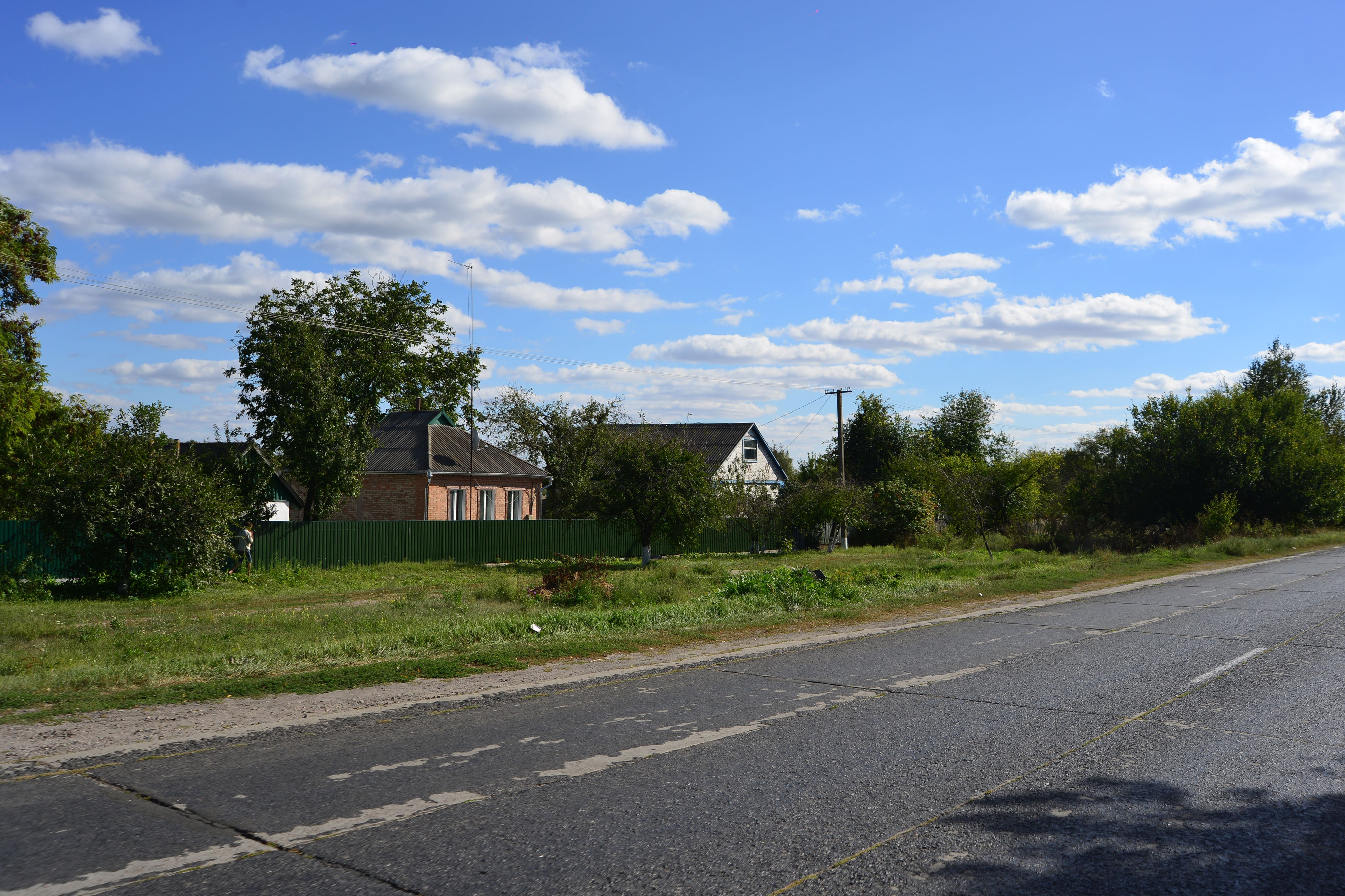
Шосе в с. Верхоярівка
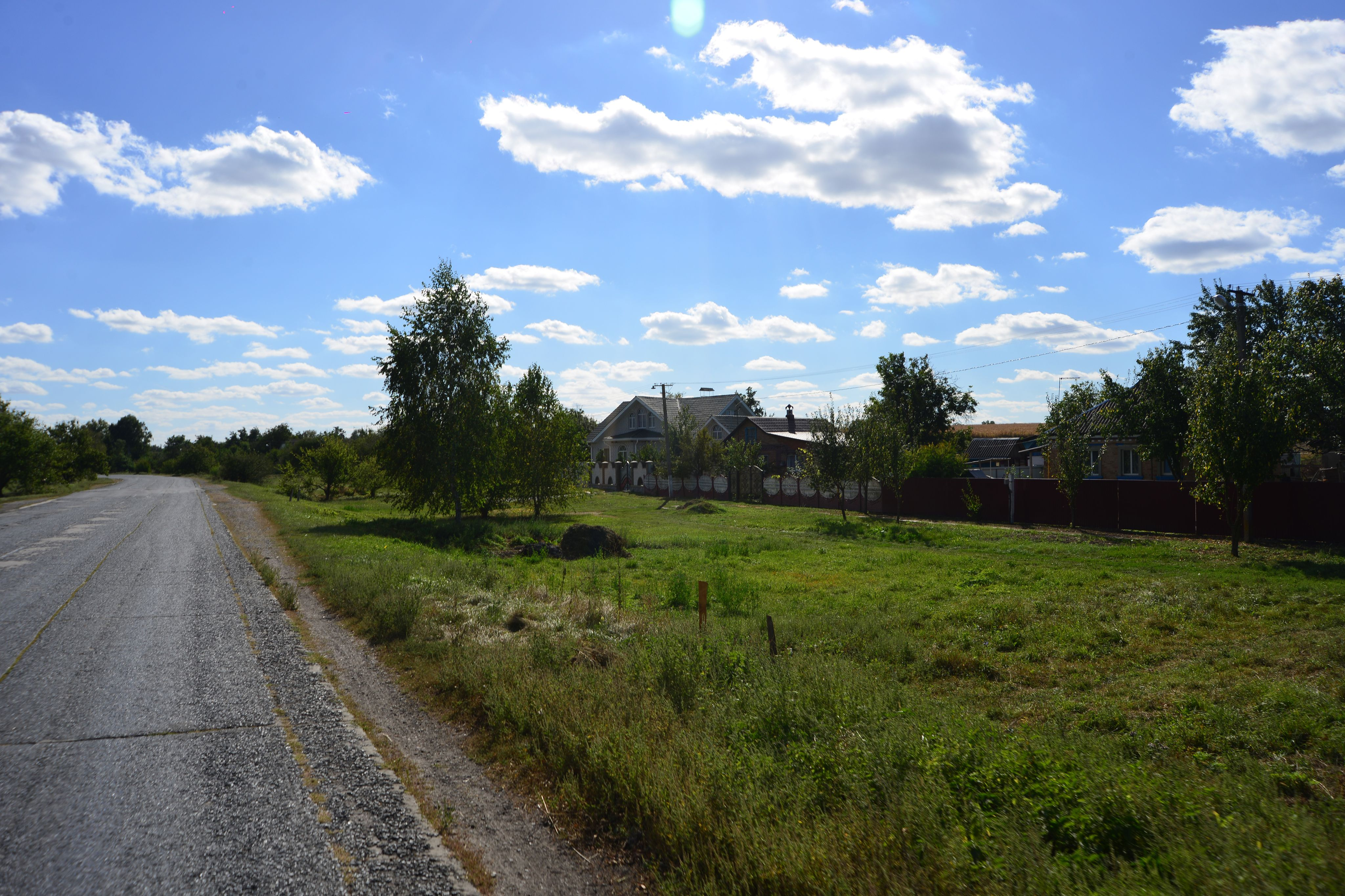
Шосе в с. Верхоярівка
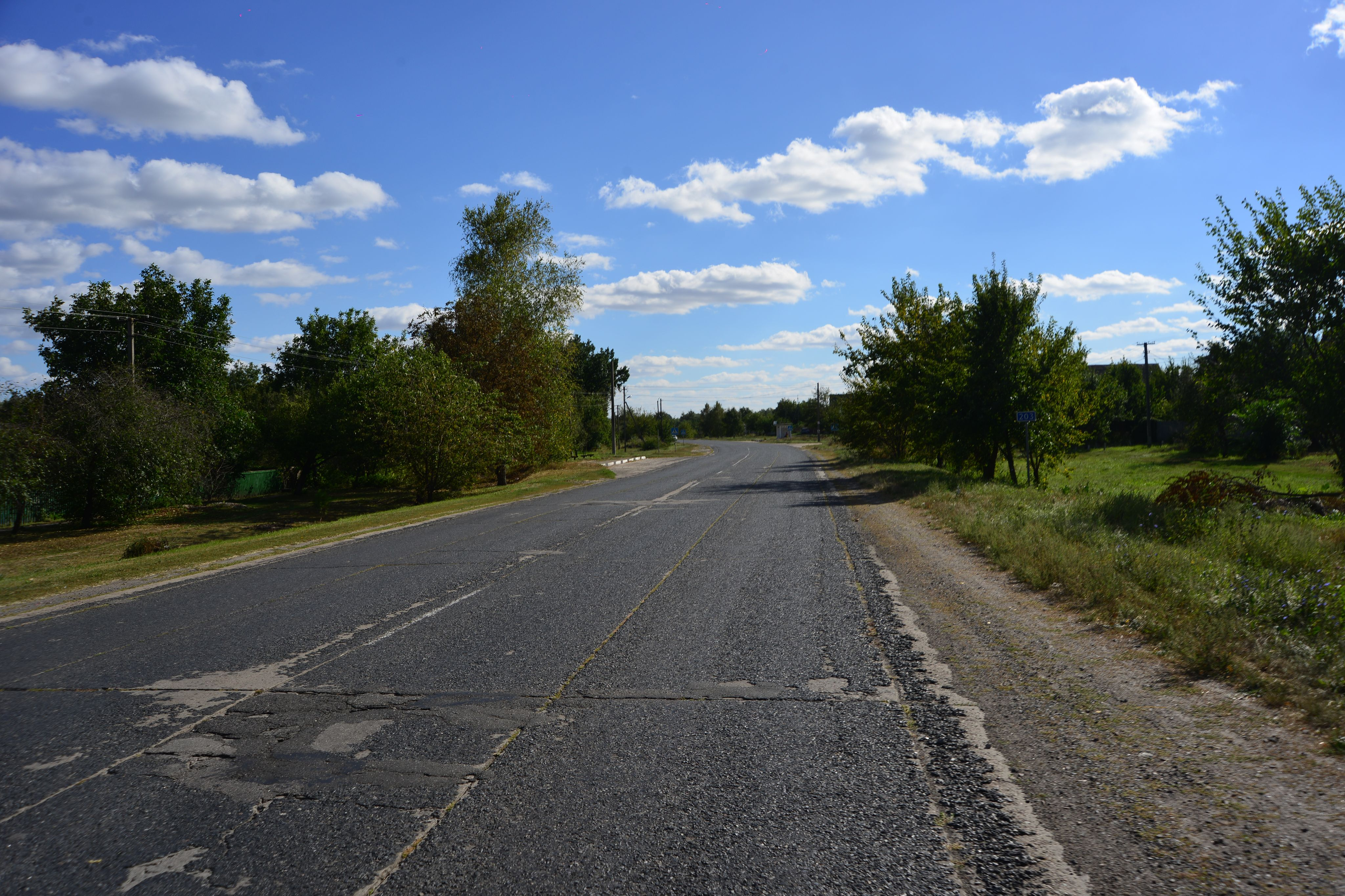
Шосе в с. Верхоярівка
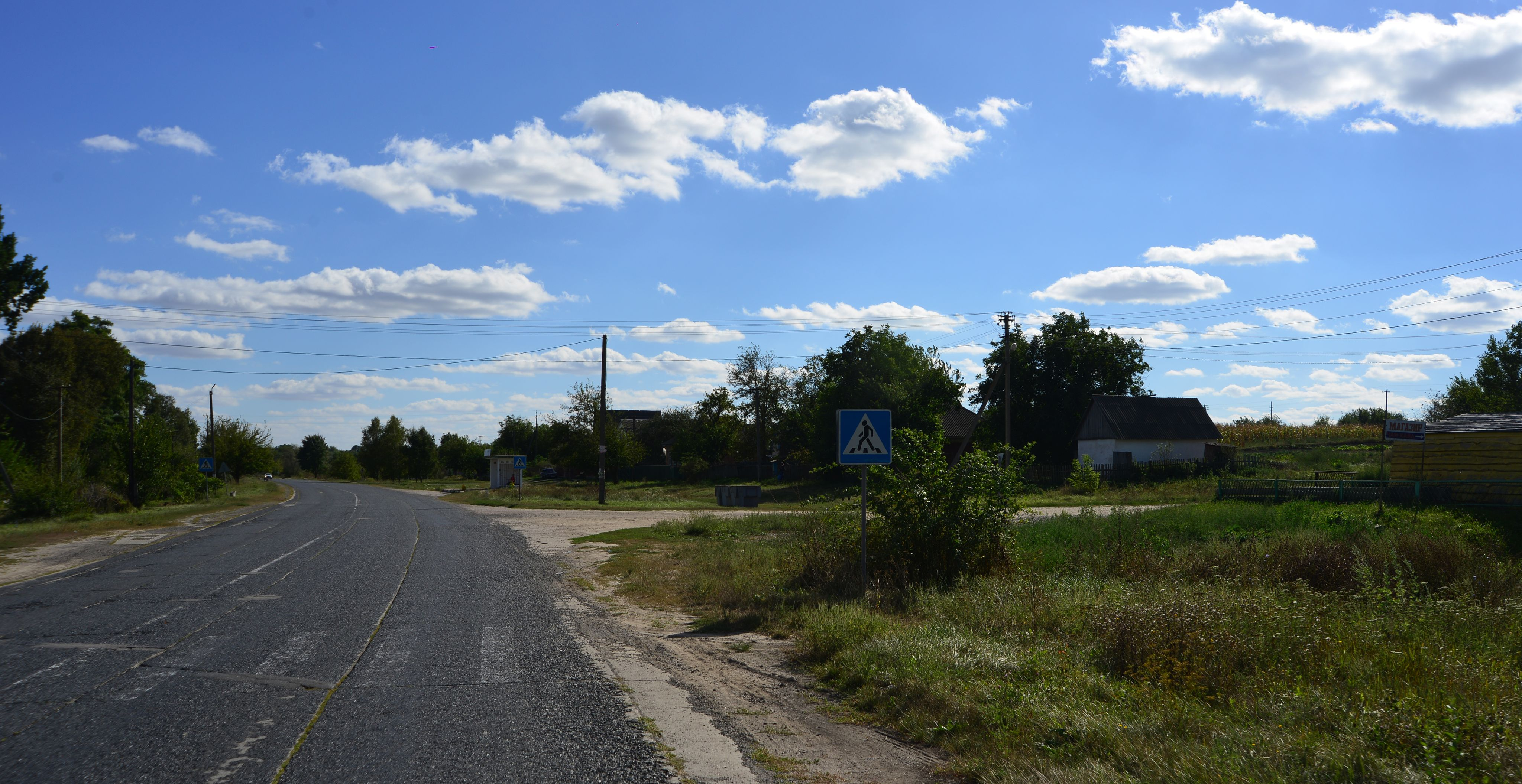
Шосе в с. Верхоярівка
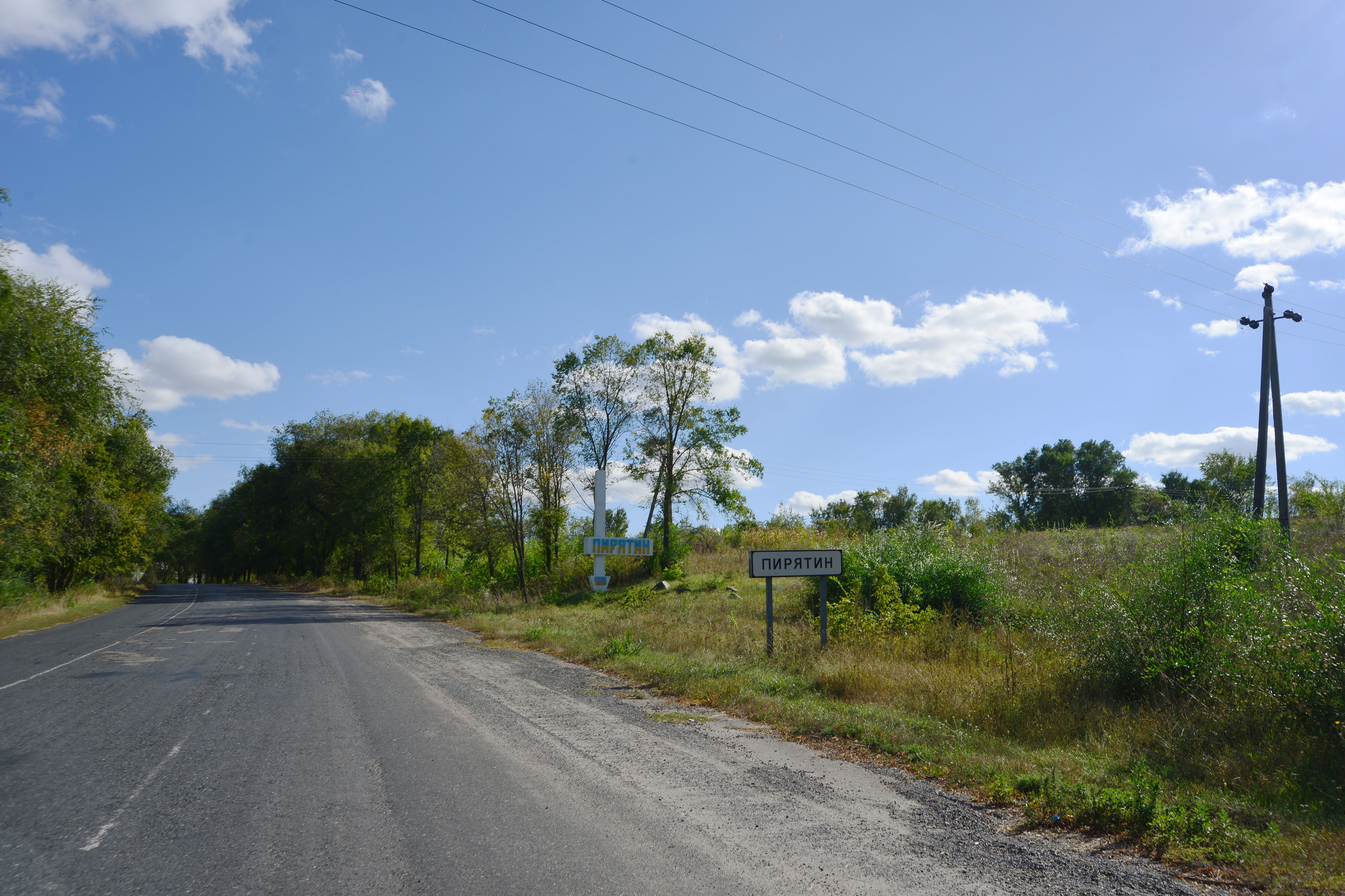
На в'їзді у місто Пирятин
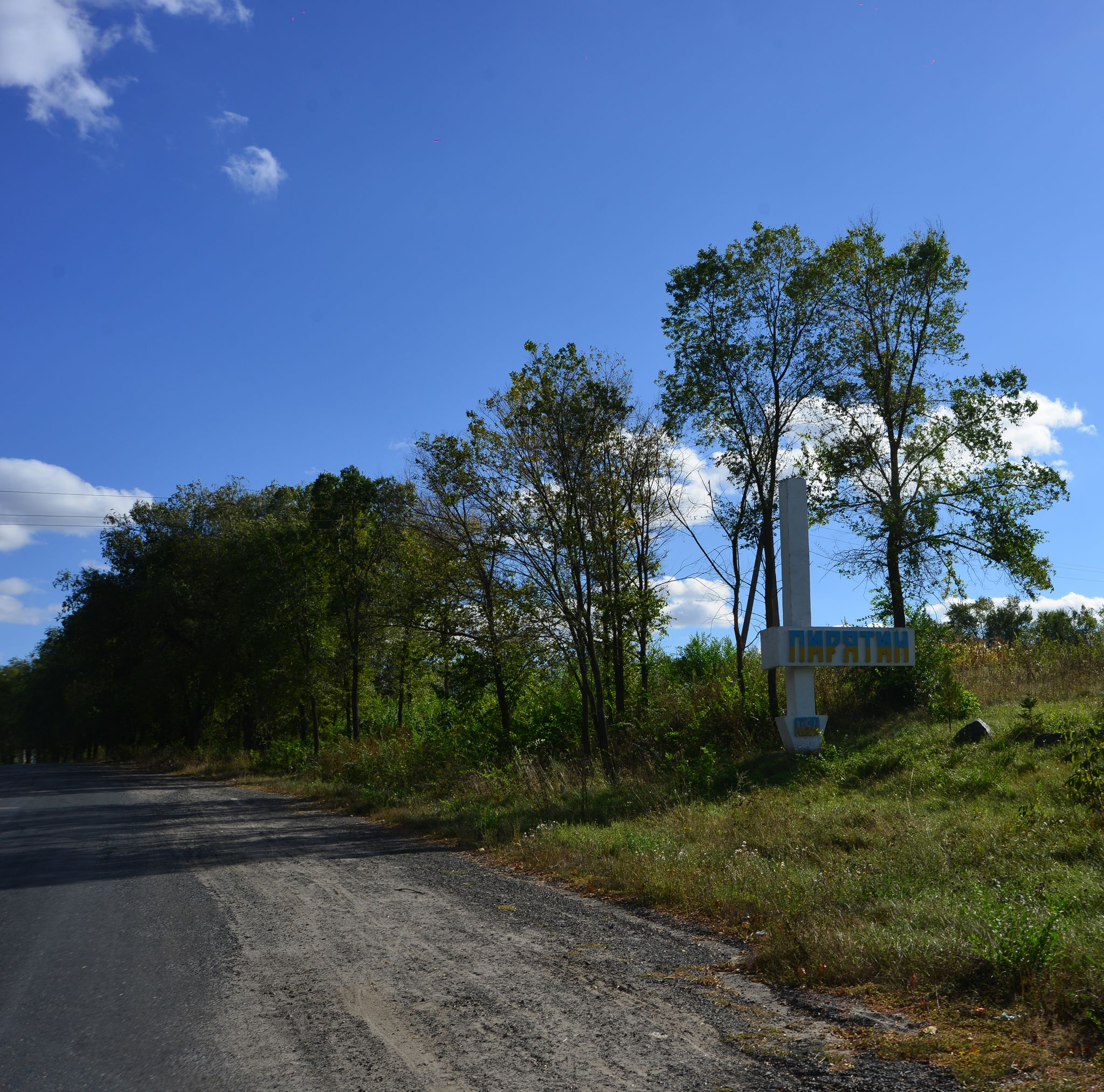
На в'їзді у місто Пирятин на автошляху Р-67

Траса в Куликівському районі
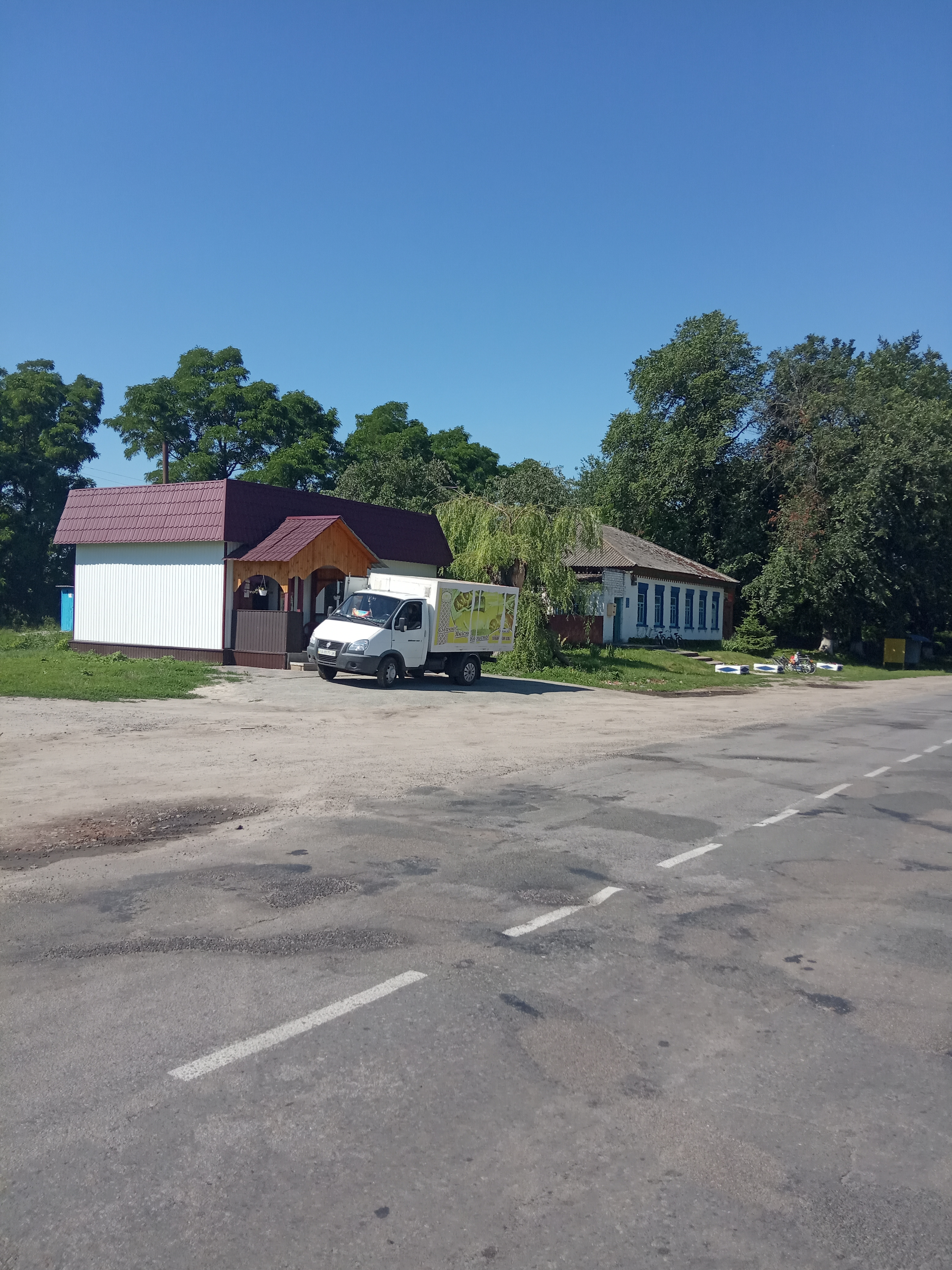
Центральна вулиця с. Вересоч, 2020
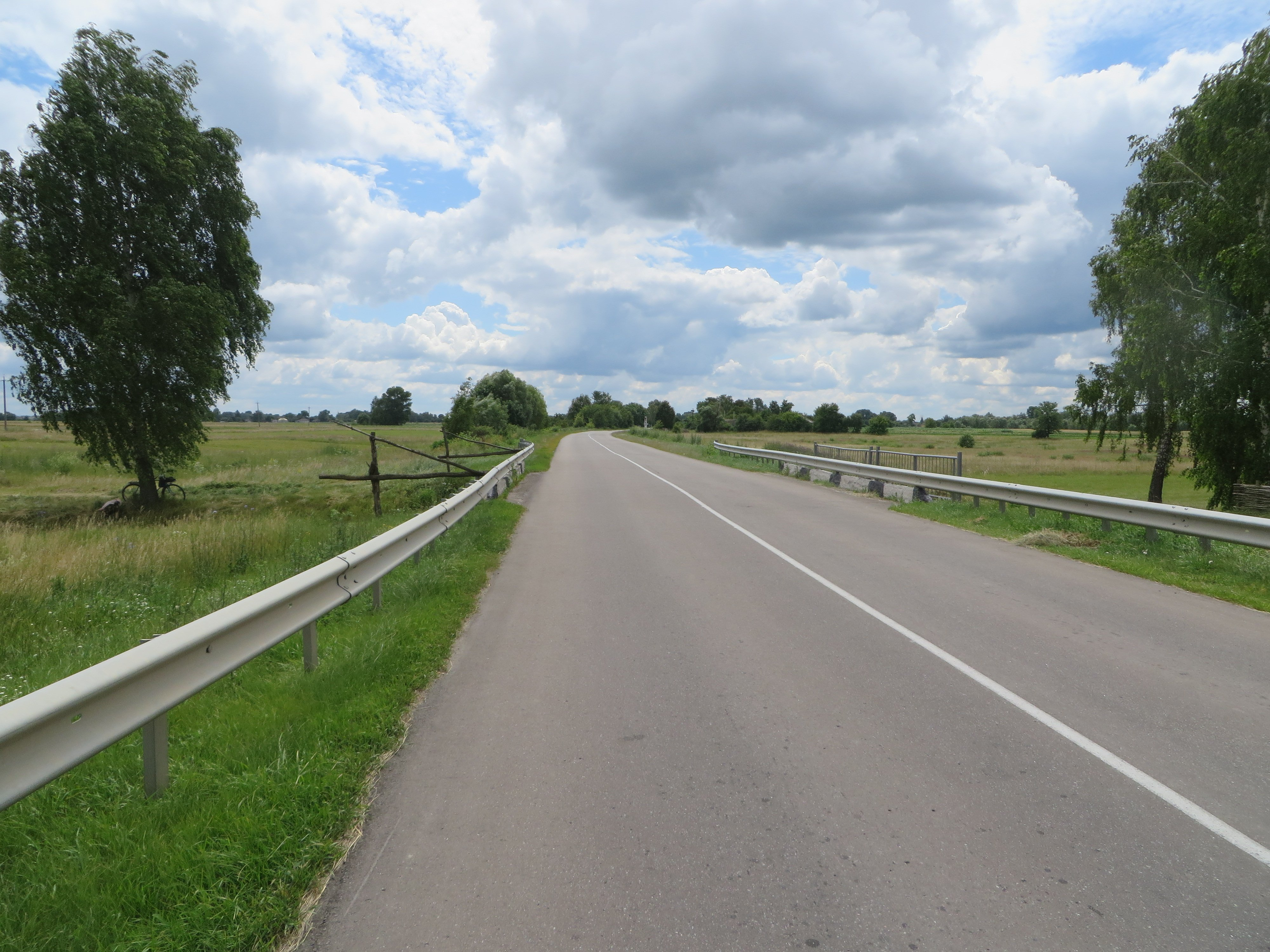
Траса між Куликівкою та Жуківкою, 2014
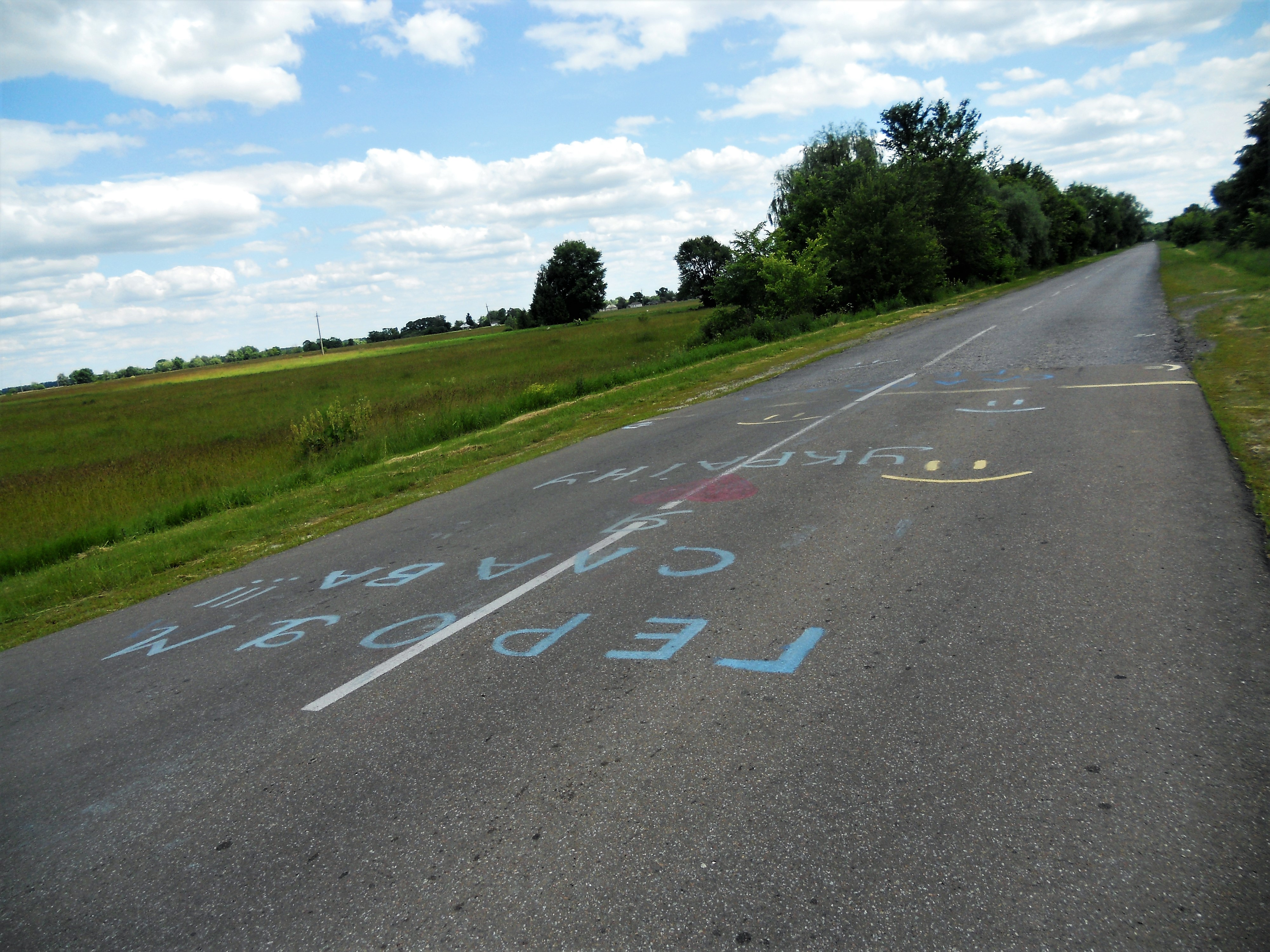
Жуківка, 2016
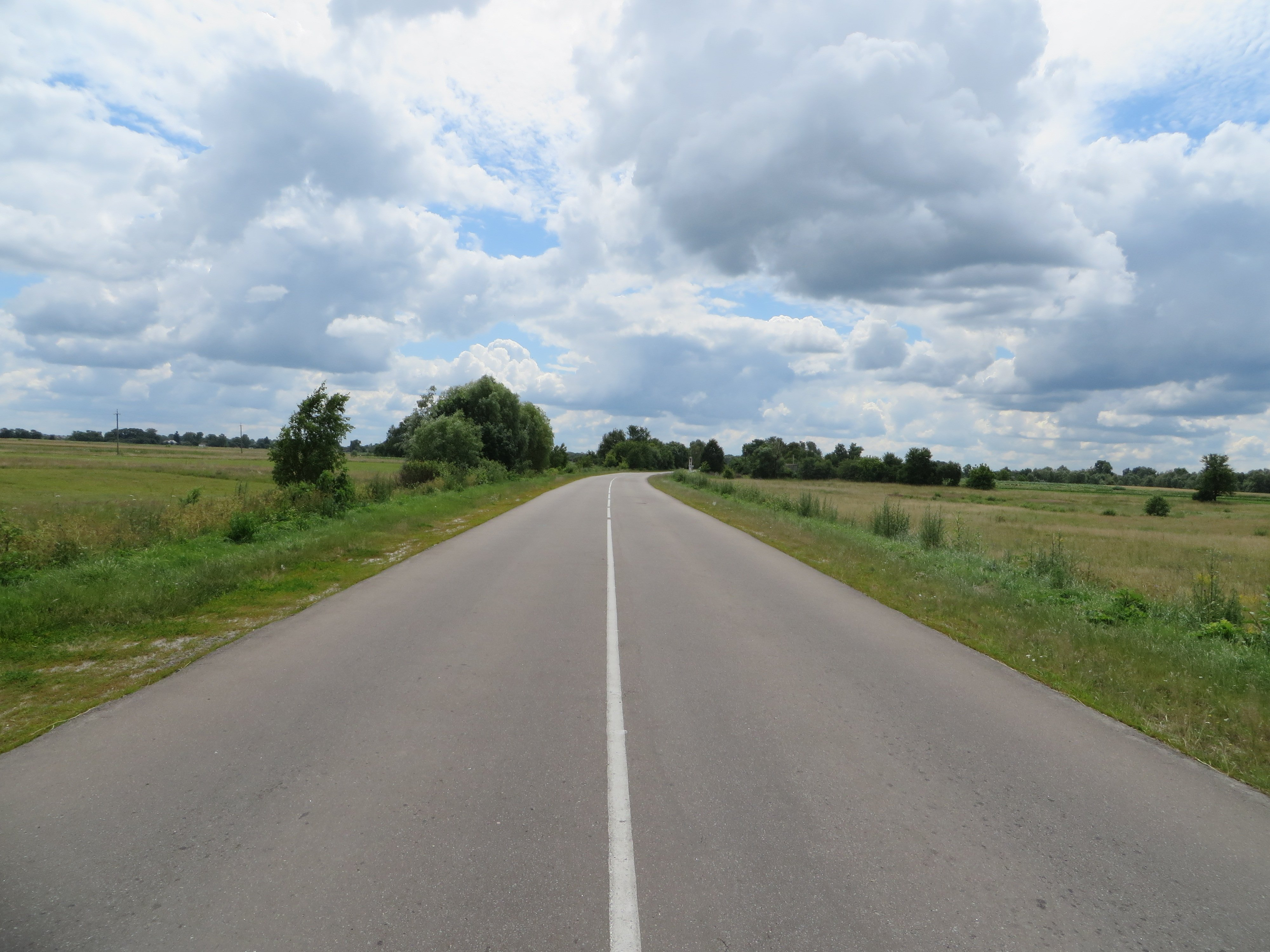
Перед селом Жуківка, 2014
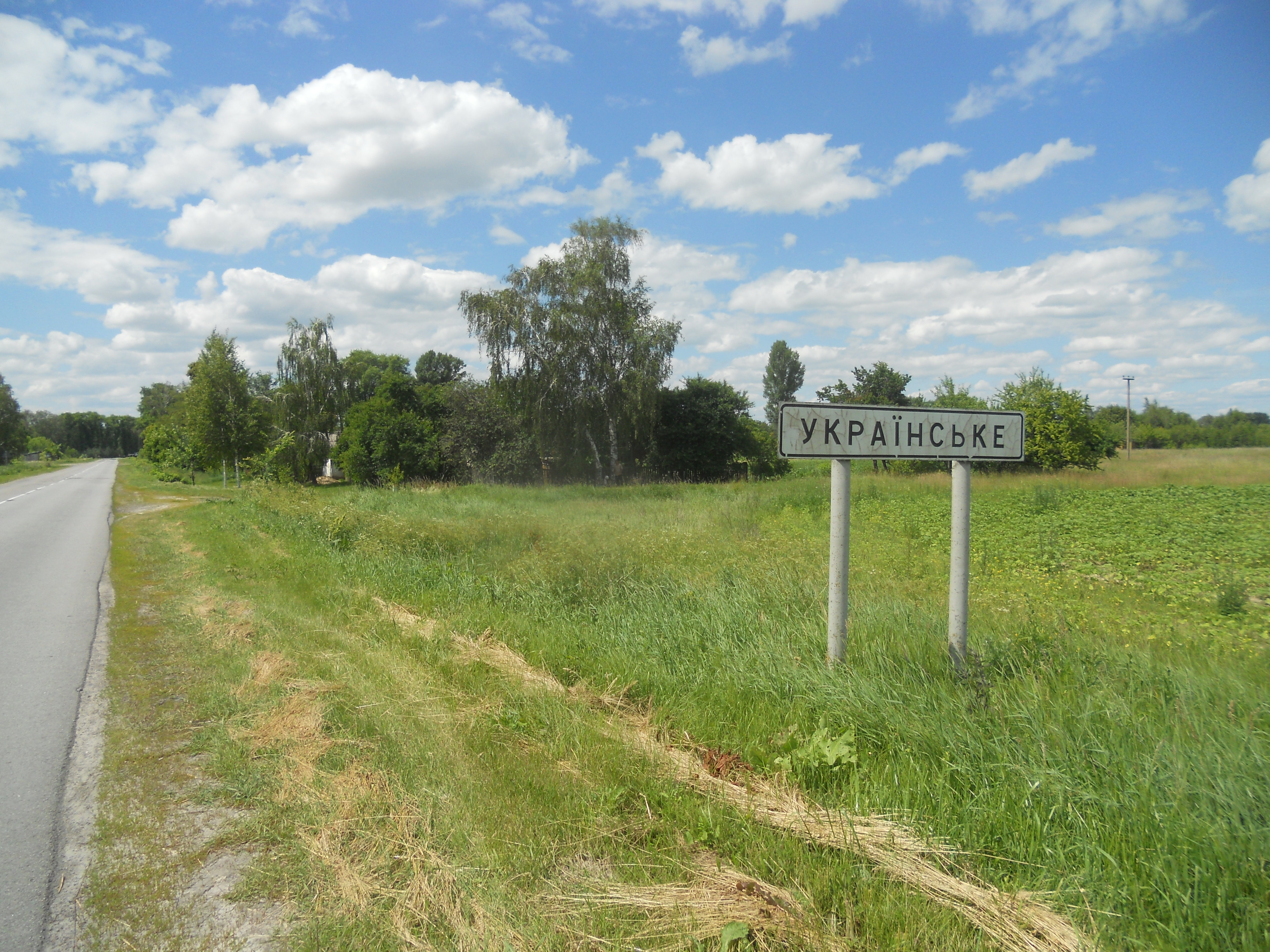
Траса біля с. Українське

Траса в селі Дрімайлівка, жовтень 2014
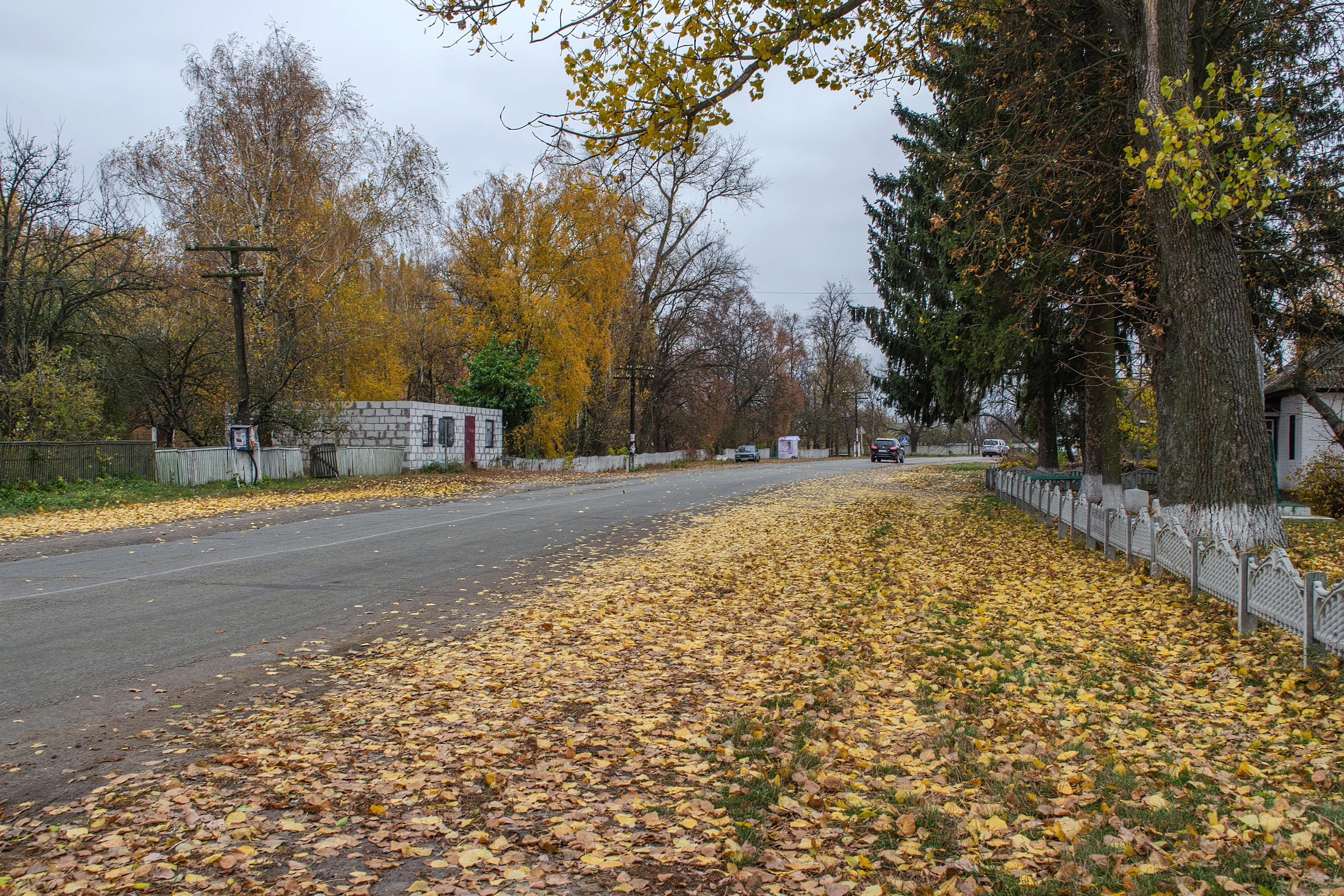
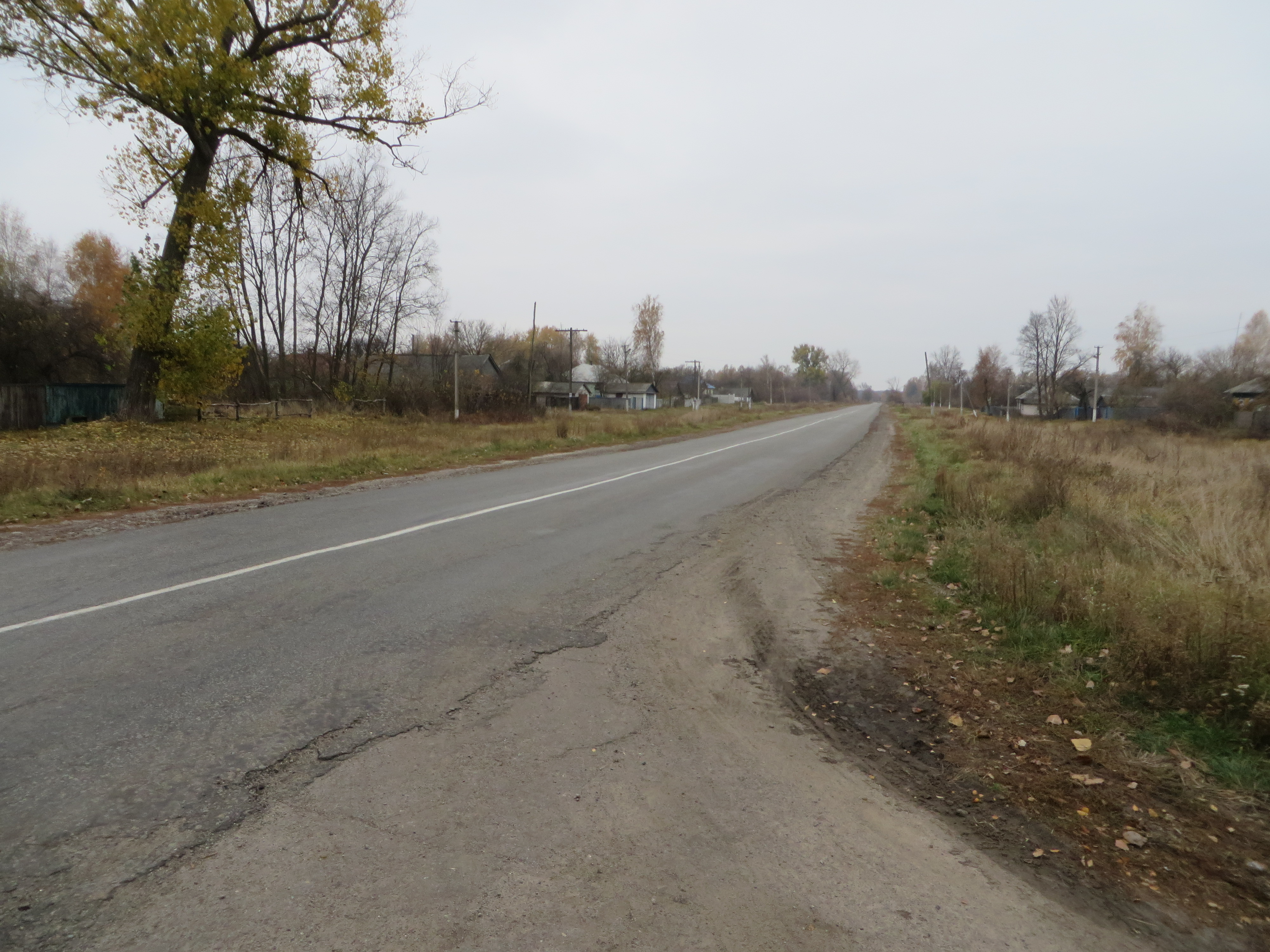
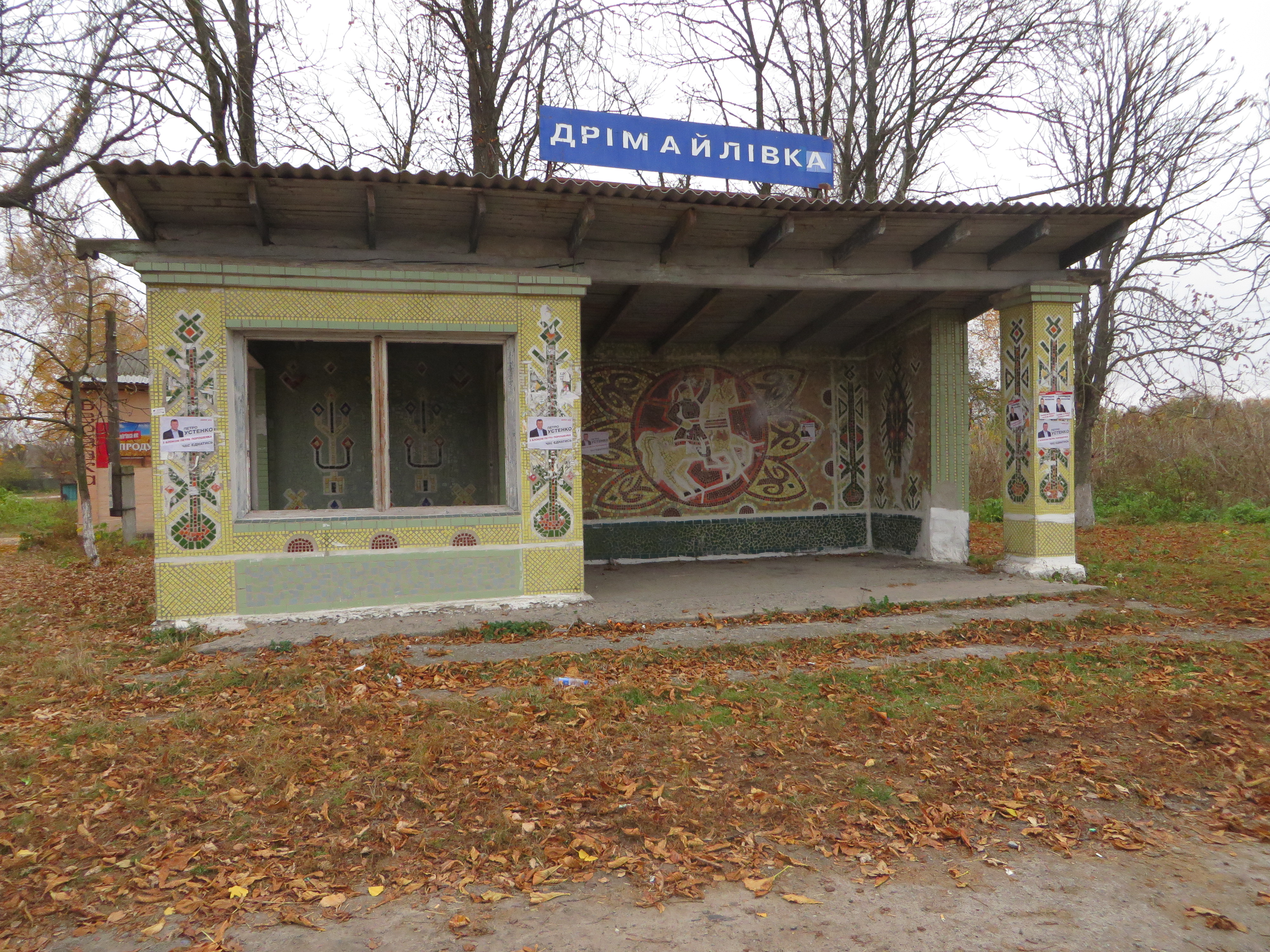
Автобусна зупинка
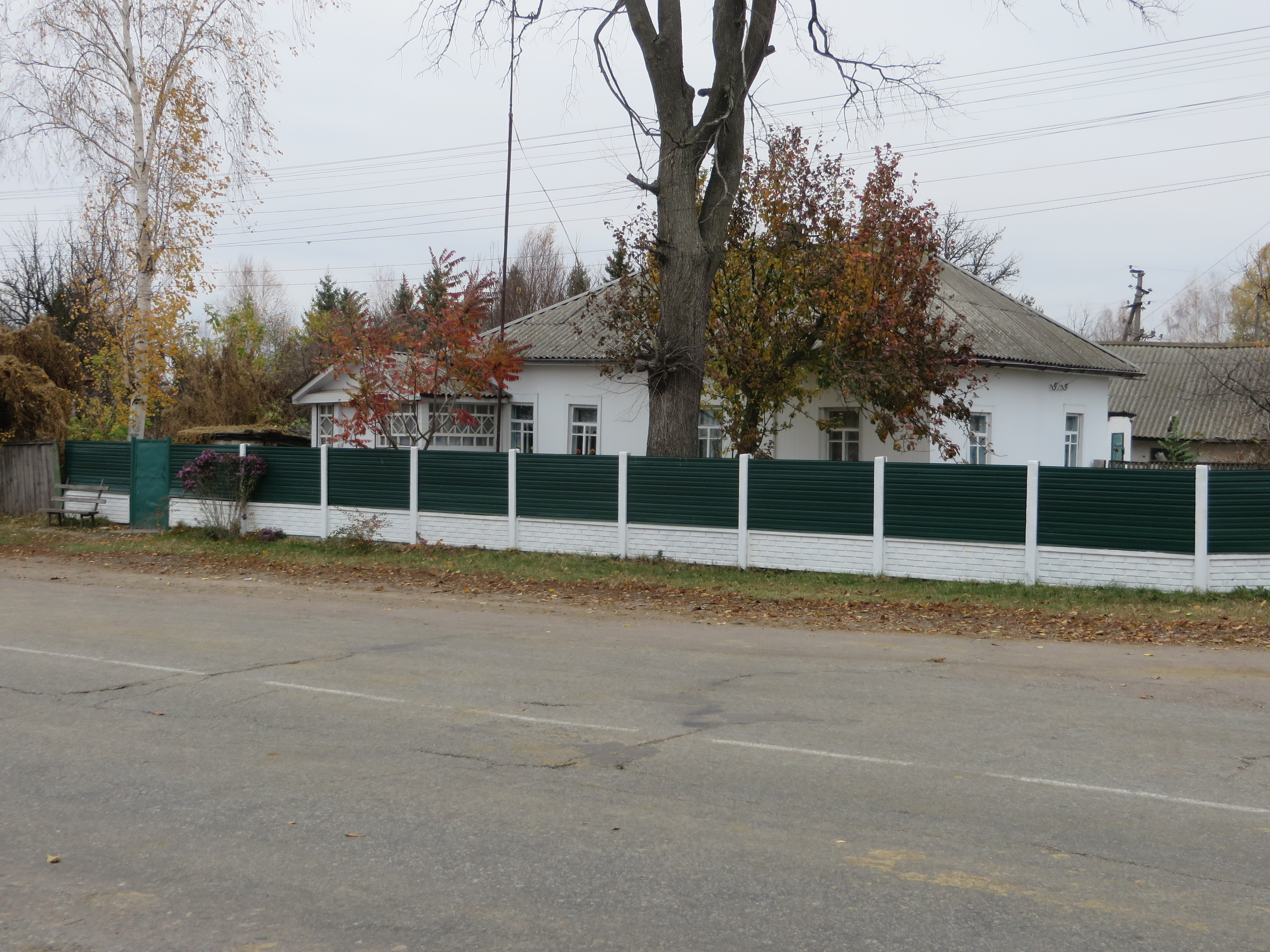
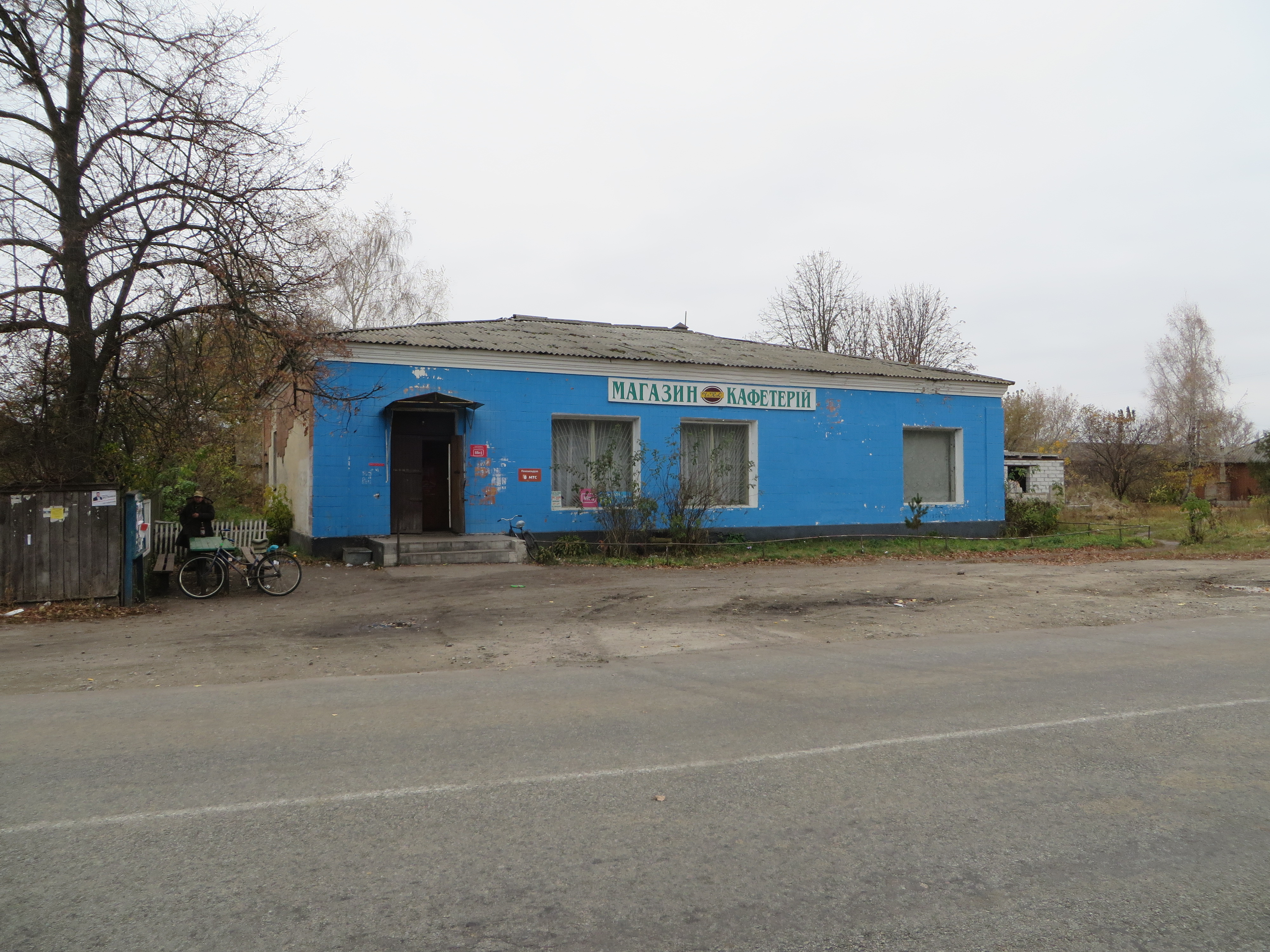